# Pareci Novo
Pareci Novo is een gemeente in de Braziliaanse deelstaat Rio Grande do Sul. De gemeente telt 3.232 inwoners (schatting 2009).

## Aangrenzende gemeenten
De gemeente grenst aan Capela de Santana, Harmonia, Montenegro, São José do Sul en São Sebastião do Caí.